# Новомиколаївка (Дружківська міська громада)
Новомикола́ївка — селище Дружківської міської громади Краматорського району Донецької області, Україна. Розташоване на березі Грузької, за 15 км від Дружківки (автошлях місцевого значення).

## Населення

### Мова
Розподіл населення за рідною мовою за даними перепису 2001 року:
| Мова       | Кількість | Відсоток |
| ---------- | --------- | -------- |
| українська | 82        | 69.49%   |
| російська  | 36        | 30.51%   |
| Усього     | 118       | 100%     |

За даними перепису 2001 року населення селища становило 100 осіб, із них 69,49 % зазначили рідною мову українську, 30,51 % — російську